# 北川町長井
北川町長井（きたがわまちながい）は、宮崎県延岡市の町名である。2025年１月1日現在、人口1,408人（男682人、女726人）、世帯数723世帯である。郵便番号は、889-0102である。

## 地理
延岡市の北部、旧北川町の南半分に位置する。東九州自動車道・国道10号・JR九州日豊本線が南北に通る。家田、川坂、飛石、本村、俵野の5地区からなる。
北は北川町川内名、東を須美江町・浦城町、南を追内町・白石町・川島町・鹿小路・須佐町・差木野町、西を大峡町、宮長町と接する。

## 歴史

### 沿革
- 1889年（明治12年）5月1日 - 町村制施行により、北川村が発足。
- 1972年（昭和47年）11月1日 - 単独町制施行。北川町となる。
- 2007年（平成19年）3月31日 - 北川町が延岡市に編入。「きたがわちょう」から「きたがわまち」に読みが変更。

## 小・中学校の学区
公立小・中学校の通学域は以下の通り。
小学校
- 延岡市立北川小学校

中学校
- 延岡市立北川中学校

## 交通

### 鉄道
- JR九州日豊本線日向長井駅が最寄駅である

### 道路
- 東九州自動車道 - 北川インターチェンジ
- 国道10号

## 施設
- 道の駅北川はゆま
- 西郷隆盛宿陣跡資料館